# Championnat de Grande-Bretagne de Formule 3
Le championnat de Grande-Bretagne de Formule 3 (BRDC British Formula 3 Championship) est un championnat automobile de monoplaces de Formule 3 disputé de 1951 à 2014 puis depuis 2016. La majorité des épreuves se déroule en Grande-Bretagne mais le championnat a également compté des épreuves en Belgique à Spa, en France à Magny-Cours, et en Allemagne à Hockenheim.

## Présentation

### Ancien championnat (1951-2014)
Créé en 1951 sous la dénomination « Autosport F3 », il a fallu attendre 1979 pour qu'existe un championnat de Grande-Bretagne unifié. Auparavant, il pouvait y avoir jusqu'à trois championnats simultanés par saison.
Le championnat de Grande-Bretagne a longtemps été le championnat de Formule 3 le plus relevé et le plus prestigieux. Plus international que ses homologues français, allemand et italien (outre les pilotes britanniques, il était très prisé des meilleurs pilotes nordiques et sud-américains), il bénéficiait également du fait de se disputer dans le pays où se trouvent le plus grand nombre d'équipes de Formule 1. Ainsi, un succès dans le championnat britannique de Formule 3 permettait de nouer aisément contact avec les décideurs de la Formule 1.
Mais depuis 2003 et la naissance de la Formule 3 Euro Series (fusion entre les championnats allemand et français), le championnat britannique a vu son niveau baisser. Les meilleurs pilotes de F3, y compris les Britanniques, préfèrent alors disputer la F3 Euroseries. Après des tentatives infructueuses de fusion avec les ADAC Formel Masters en Allemagne, la saison 2014 est la dernière de ce championnat.

### Nouveau championnat (2016-)
Un nouveau championnat de Grande-Bretagne de Formule 3 organisé par le British Racing Drivers' Club (BRDC) est créé en 2016 pour remplir le vidé laissé par l'ancienne Formule 3 britannique. L'histoire de ce nouveau championnat de Grande-Bretagne de Formule 3 BRDC remonte à 2013 où il est alors appelé Championnat de Grande-Bretagne de Formule 4 BRDC, utilisant des châssis Tatuus de Formule 4. Les champions sont Jake Hughes en 2013, George Russell en 2014 et Will Palmer en 2015.
En 2016, pour remplacer l'ancienne Formule 3 britannique, les organisateurs décident de transformer leur championnat en une Formule 3 nationale. La voiture utilisée depuis 2016 est une Formule 4 construite par Tatuus, améliorée pour être aux standards de la Formule 3. Il s'agit ainsi du seul championnat de Formule 3 à utiliser des Formule 4.

## Palmarès
| Saison | Appellation                                   | Champion                | Équipe championne               | Voiture                   | Champion (autre catégorie)                                        |
| ------ | --------------------------------------------- | ----------------------- | ------------------------------- | ------------------------- | ----------------------------------------------------------------- |
| 1951   | Autosport F3                                  | Eric Brandon            |                                 | Cooper-Norton             | Pas de Cat. national                                              |
| 1952   | Autosport F3                                  | Don Parker (en)         |                                 | Kieft (en)-Norton         | Pas de Cat. national                                              |
| 1953   | Autosport F3                                  | Don Parker (en)         |                                 | Kieft (en)-Norton         | Pas de Cat. national                                              |
| 1954   | BRSCC National F3                             | Les Leston              |                                 | Cooper-Norton             | Pas de Cat. national                                              |
| 1955   | BRSCC National F3                             | Jim Russell             |                                 | Cooper-Norton             | Pas de Cat. national                                              |
| 1955   | JAP F3                                        | Henry Taylor            |                                 | Cooper-JAP                | Pas de Cat. national                                              |
| 1956   | BRSCC National F3                             | Jim Russell             |                                 | Cooper-Norton             | Pas de Cat. national                                              |
| 1957   | BRSCC National F3                             | Jim Russell             |                                 | Cooper-Norton             | Pas de Cat. national                                              |
| 1958   | BRSCC National F3                             | Trevor Taylor           |                                 | Cooper-Norton             | Pas de Cat. national                                              |
| 1959   | BRSCC F3                                      | Don Parker (en)         |                                 | Cooper-Norton             | Pas de Cat. national                                              |
| 1960   | BRSCC F3                                      | Jack Pitcher            |                                 | Cooper-Norton             | Pas de Cat. national                                              |
| 1960   | John Davy Formula Junior                      | Jim Clark               |                                 | Lotus-Ford                | Pas de Cat. national                                              |
| 1960   | BRSCC Formula Junior                          | Jack Pitcher            |                                 | Alexis-BMC                | Pas de Cat. national                                              |
| 1960   | Motor Racing Formula Junior                   | Jim Clark Trevor Taylor |                                 | Lotus-Ford                | Pas de Cat. national                                              |
| 1961   | BRSCC F3                                      | Mike Ledbrook           |                                 | Cooper-Norton             | Pas de Cat. national                                              |
| 1961   | John Davy Formula Junior                      | Bill Moss               |                                 | Gemini (en)-Ford          | Pas de Cat. national                                              |
| 1961   | BRSCC Formula Junior                          | Mike Ledbrook           |                                 | Lotus-Ford                | Pas de Cat. national                                              |
| 1961   | Motor Racing Formula Junior                   | Trevor Taylor           |                                 | Lotus-Ford                | Pas de Cat. national                                              |
| 1962   | John Davy Formula Junior                      | John Fenning            |                                 | Lotus-Ford                | Pas de Cat. national                                              |
| 1963   | Express & Star Formula Junior                 | Peter Arundell          |                                 | Lotus-Ford                | Pas de Cat. national                                              |
| 1963   | BARC Formula Junior                           | Peter Arundell          |                                 | Lotus-Ford                | Pas de Cat. national                                              |
| 1964   | Express & Star F3                             | Jackie Stewart          | Tyrrell Racing                  | Cooper-BMC                | Pas de Cat. national                                              |
| 1964   | BRSCC F3                                      | Rodney Banting          |                                 | Lotus-BMC                 | Pas de Cat. national                                              |
| 1964   | SMRC F3                                       | Sverrir Thoroddsson     |                                 | Lotus-Ford-Cosworth       | Pas de Cat. national                                              |
| 1965   | BRSCC F3                                      | Tony Dean (en)          |                                 | Brabham-Ford-Cosworth     | Pas de Cat. national                                              |
| 1965   | BARC F3                                       | Roy Pike (pl)           |                                 | Brabham-Ford-Cosworth     | Pas de Cat. national                                              |
| 1966   | Les Leston F3                                 | Harry Stiller (en)      |                                 | Brabham-Ford-Cosworth     | Pas de Cat. national                                              |
| 1967   | Les Leston F3                                 | Harry Stiller (en)      |                                 | Brabham-Ford-Cosworth     | Pas de Cat. national                                              |
| 1968   | Lombank F3                                    | Tim Schenken            |                                 | Chevron-Ford-Lucas        | Pas de Cat. national                                              |
| 1969   | Lombank F3                                    | Emerson Fittipaldi      |                                 | Lotus-Ford-Holbay (en)    | Pas de Cat. national                                              |
| 1970   | Lombank F3                                    | Dave Walker             |                                 | Lotus-Ford-Holbay (en)    | Pas de Cat. national                                              |
| 1970   | Shellsport F3                                 | Tony Trimmer            |                                 | Brabham-Ford-Holbay (en)  | Pas de Cat. national                                              |
| 1970   | Forward Trust F3                              | Carlos Pace             |                                 | Lotus-Ford-Holbay (en)    | Pas de Cat. national                                              |
| 1971   | Lombard North F3                              | Roger Williamson        |                                 | March-Ford-Holbay (en)    | Pas de Cat. national                                              |
| 1971   | Shellsport National F3                        | Dave Walker             |                                 | Lotus-Ford-Vegantune      | Pas de Cat. national                                              |
| 1971   | Forward Trust BARC F3                         | Dave Walker             |                                 | Lotus-Ford-Vegantune      | Pas de Cat. national                                              |
| 1972   | Forward Trust BARC F3                         | Roger Williamson        |                                 | GRD (en)-Ford-Holbay (en) | Pas de Cat. national                                              |
| 1972   | Lombard North F3                              | Rikky von Opel          |                                 | Ensign-Ford-Vegantune     | Pas de Cat. national                                              |
| 1972   | Shellsport National F3                        | Roger Williamson        |                                 | GRD (en)-Ford-Holbay (en) | Pas de Cat. national                                              |
| 1973   | Forward Trust BARC F3                         | Ian Taylor              |                                 | March-Ford-Holbay (en)    | Pas de Cat. national                                              |
| 1973   | Lombard North F3                              | Tony Brise              |                                 | March-Ford-Holbay (en)    | Pas de Cat. national                                              |
| 1973   | John Player European F3                       | Tony Brise              |                                 | March-Ford-Holbay (en)    | Pas de Cat. national                                              |
| 1974   | Forward Trust BARC F3                         | Brian Henton            |                                 | March-Ford-Holbay (en)    | Pas de Cat. national                                              |
| 1974   | Lombard North F3                              | Brian Henton            |                                 | March-Ford-Holbay (en)    | Pas de Cat. national                                              |
| 1975   | BP Super Visco F3                             | Gunnar Nilsson          |                                 | March-Toyota              | Pas de Cat. national                                              |
| 1976   | Shellsport F3                                 | Bruno Giacomelli        |                                 | March-Toyota              | Pas de Cat. national                                              |
| 1976   | BP Super Visco F3                             | Rupert Keegan           |                                 | March-Toyota              | Pas de Cat. national                                              |
| 1977   | Vandervell F3                                 | Stephen South           |                                 | March-Toyota              | Pas de Cat. national                                              |
| 1977   | BP F3                                         | Derek Daly              | Derek McMahon Racing            | Chevron-Toyota            | Pas de Cat. national                                              |
| 1978   | Vandervell F3                                 | Derek Warwick           |                                 | Ralt-Toyota               | Pas de Cat. national                                              |
| 1978   | BP F3                                         | Nelson Piquet           |                                 | Ralt-Toyota               | Pas de Cat. national                                              |
| 1979   | Vandervell British F3                         | Chico Serra             | Project Four                    | Ralt-Toyota               | Pas de Cat. national                                              |
| 1980   | Vandervell British F3                         | Stefan Johansson        | Project Four                    | March-Toyota              | Pas de Cat. national                                              |
| 1981   | Marlboro British F3                           | Jonathan Palmer         | West Surrey Racing (en)         | Ralt-Toyota               | Pas de Cat. national                                              |
| 1982   | Marlboro British F3                           | Tommy Byrne             | Murray Taylor Racing            | Ralt-Toyota               | Pas de Cat. national                                              |
| 1983   | Marlboro British F3                           | Ayrton Senna            | West Surrey Racing (en)         | Ralt-Toyota               | Pas de Cat. national                                              |
| 1984   | Marlboro British F3                           | Johnny Dumfries         | David Price Racing              | Ralt-Volkswagen           | Keith Fine                                                        |
| 1985   | Marlboro British F3                           | Maurício Gugelmin       | en:West Surrey Racing           | Ralt-Volkswagen           | Carlton Tingling                                                  |
| 1986   | Lucas British F3                              | Andy Wallace            | Madgwick Motorsport             | Reynard-Volkswagen        | Steve Kempton (pl)                                                |
| 1987   | Lucas British F3                              | Johnny Herbert          | Eddie Jordan Racing             | Reynard-Volkswagen        | Gary Dunn                                                         |
| 1988   | Lucas British F3                              | J.J. Lehto              | Pacific Racing                  | Reynard-Toyota            | Alistair Lyall                                                    |
| 1989   | Lucas British F3                              | David Brabham           | Bowman Racing                   | Ralt-Volkswagen           | Fernando Plata                                                    |
| 1990   | British F3                                    | Mika Häkkinen           | en:West Surrey Racing           | Ralt-Mugen-Honda          | Charles Rickett (en)                                              |
| 1991   | British F3                                    | Rubens Barrichello      | en:West Surrey Racing           | Ralt-Mugen-Honda          | Pekka Herva                                                       |
| 1992   | British F3                                    | Gil de Ferran           | Paul Stewart Racing             | Reynard-Mugen-Honda       | Paul Evans                                                        |
| 1993   | British F3                                    | Kelvin Burt             | Paul Stewart Racing             | Reynard-Mugen-Honda       | Jamie Spence (en)                                                 |
| 1994   | British F3                                    | Jan Magnussen           | Paul Stewart Racing             | Dallara-Mugen-Honda       | Duncan Vercoe                                                     |
| 1995   | British F3                                    | Oliver Gavin            | Edenbridge Racing (pl)          | Dallara-Vauxhall          | Martin Byford (en)                                                |
| 1996   | British F3                                    | Ralph Firman            | Paul Stewart Racing             | Dallara-Mugen-Honda       | Simon Wills (en)                                                  |
| 1997   | Autosport British F3                          | Jonny Kane              | Paul Stewart Racing             | Dallara-Mugen-Honda       | Martin O'Connell                                                  |
| 1998   | Autosport British F3                          | Mario Haberfeld (en)    | Paul Stewart Racing             | Dallara-Mugen-Honda       | Phillip Scifleet (en)                                             |
| 1999   | Autosport British F3                          | Marc Hynes              | Manor Motorsport                | Dallara-Mugen-Honda       | Martin O'Connell                                                  |
| 2000   | Green Flag British F3                         | Antônio Pizzonia        | Manor Motorsport                | Dallara-Mugen-Honda       | Gary Paffett                                                      |
| 2001   | Green Flag British F3                         | Takuma Satō             | Carlin Motorsport               | Dallara-Mugen-Honda       | Robbie Kerr                                                       |
| 2002   | Green Flag British F3                         | Robbie Kerr             | Alan Docking Racing (en)        | Dallara-Mugen-Honda       | Adam Carroll                                                      |
| 2003   | British F3 International                      | Alan van der Merwe      | Carlin Motorsport               | Dallara-Mugen-Honda       | Ernesto Viso                                                      |
| 2004   | British F3 International                      | Nelson Piquet Jr        | Piquet Sports (en)              | Dallara-Mugen-Honda       | Ryan Lewis                                                        |
| 2005   | British F3 International                      | Álvaro Parente          | Carlin Motorsport               | Dallara-Mugen-Honda       | Salvador Durán                                                    |
| 2006   | Lloyds TSB Insurance British F3 International | Mike Conway             | Räikkönen Robertson Racing (en) | Dallara-Mercedes-AMG      | Rodolfo González                                                  |
| 2007   | Lloyds TSB Insurance British F3 International | Marko Asmer             | Hitech Grand Prix               | Dallara-Mercedes-AMG      | Sergio Pérez                                                      |
| 2008   | British F3 International                      | Jaime Alguersuari       | Carlin Motorsport               | Dallara-Mercedes-AMG      | Jay Bridger (en)                                                  |
| 2009   | Cooper Tires British F3 International Series  | Daniel Ricciardo        | Carlin Motorsport               | Dallara-Volkswagen        | Daniel McKenzie (en)                                              |
| 2010   | Cooper Tires British F3 International Series  | Jean-Éric Vergne        | Carlin Motorsport               | Dallara-Volkswagen        | Menasheh Idafar (en)                                              |
| 2011   | Cooper Tires British F3 International Series  | Felipe Nasr             | Carlin Motorsport               | Dallara-Volkswagen        | Kotaro Sakurai (en)                                               |
| 2012   | Cooper Tires British F3 International Series  | Jack Harvey             | Carlin Motorsport               | Dallara-Volkswagen        | Spike Goddard (en)                                                |
| 2013   | Cooper Tires British F3 International Series  | Jordan King             | Carlin Motorsport               | Dallara-Volkswagen        | Sun Zheng (en)                                                    |
| 2014   | Cooper Tires British F3 International Series  | Martin Cao (en)         | Fortec Motorsport               | Dallara-Mercedes-AMG      | Pas de Cat. national                                              |
| 2016   | BRDC British Formula 3 Championship           | Matheus Leist           | Double R Racing                 | Tatuus-Cosworth           | Junior : Ricky Collard Automne : Enaam Ahmed                      |
| 2017   | BRDC British Formula 3 Championship           | Enaam Ahmed             | Carlin Motorsport               | Tatuus-Cosworth           | Junior : Enaam Ahmed David-Poole-Warren Award : Carlin Motorsport |
| 2018   | BRDC British Formula 3 Championship           | Linus Lundqvist         | Double R Racing                 | Tatuus-Cosworth           | Pas d'autre catégorie                                             |
| 2019   | BRDC British Formula 3 Championship           | Clément Novalak         | Carlin Motorsport               | Tatuus-Cosworth           | Pas d'autre catégorie                                             |
| 2020   | BRDC British Formula 3 Championship           | Kaylen Frederick        | Carlin Motorsport               | Tatuus-Cosworth           | Pas d'autre catégorie                                             |
| 2021   | GB3 Championship                              | Zak O'Sullivan          | Carlin Motorsport               | Tatuus-Cosworth           | Pas d'autre catégorie                                             |
| 2022   | GB3 Championship                              | Luke Browning           | Hitech Grand Prix               | Tatuus-Cosworth           | Pas d'autre catégorie                                             |
| 2023   | GB3 Championship                              | Callum Voisin           | JHR Developments                | Tatuus-Cosworth           | Pas d'autre catégorie                                             |
| 2024   | GB3 Championship                              | Louis Sharp             | Rodin Motorsport                | Tatuus-Cosworth           | Pas d'autre catégorie                                             |
| 2025   | GB3 Championship                              |                         |                                 |                           | Pas d'autre catégorie                                             |